# I really should whisper
I really should whisper is het debuutalbum van de Amsterdamse singer-songwriter Djurre de Haan, die werkt onder het pseudoniem awkward i, uit 2009.

## Opnamen
De Haan timmerde al sinds 2000 aan de weg als singer-songwriter onder de naam awkward i. In 2006 behaalde hij de finale van De Grote Prijs van Nederland, die dat jaar gewonnen werd door Lucky Fonz III. Ook bracht hij de ep's False starts in lo-fi en Am the king of in between bij Subroutine Records. Eind 2007 voegde hij zich, als bassist, bij Alamo Race Track, waar vaste bassist David Corel een wereldreis was begonnen. Hier fungeerde hij uiteindelijk als vast bandlid. Hij bleef hiernaast echter ook actief als singer-songwriter.
In 2008 begon De Haan met Diederik Nomden, die eerder speelde in Johan, Daryll-Ann en Alamo Race Track-voorloper Redivider, te werken aan eigen materiaal in zijn thuisstudio. De eerste resultaten klonken veelbelovend en het duo stuurde het rond om reacties te krijgen. Hierop werden ze uitgenodigd voor Eurosonic in januari 2009 en twee concoursen, één in de Verenigde Staten en één in Canada. Hierop kwam zijn solocarrière weer in een stoomversnelling. In de zomer van 2009 speelde De Haan, meestal samen met Nomden en Jelte van Andel, die voorheen bij Ghost Trucker zat, zo veel mogelijk optredens om materiaal uit te proberen.
Op 5 oktober 2009 kwam het album i really should whisper uit op cd en vinyl. Het bleek een afwisselende plaat, die alle aspecten van het singer-songwritergenre in zich had. De plaat kreeg positieve recensies. Aansluitend ging De Haan op tournee met Nomden en Van Andel om zijn plaat te promoten. Live lieten zij zich waar mogelijk bijstaan door Susanne Linssen van Hospital Bombers, Len Lucieer en David Corel van Alamo Race Track en Bo Koek van Kopna Kopna en Kitty Contana.

## Muzikanten
- awkward i - zang, gitaar, mandoline, ukelele, basgitaar, autoharp, percussie
- Diederik Nomden - keyboards, percussie, viool, zang
- Jelte van Andel - cello, contrabas

### Gastmuzikanten
- Ralph Mulder - zang op 11 en viool op 4
- Ella Wonder - zang op 2
- Silje Nes - zang op 3
- Dawn Landes - zang op 9
- Asta Kat - zang op 5 en 10
- Emmy van Laan - zingende zaag op 2 en 6
- Len Lucieer - pedalsteel op 9
- Bastiaan Woltjer - trombone op 7
- David Corel - basgitaar op 1, 4 en 8
- Bo Koek - drums op 1 en 8
- Jan Schenk - drums op 11
- Susanne Linssen - viool op 9

## Tracklist
1. Rock stars
2. Sea life
3. World well lost
4. We come from far
5. Here all the time
6. Cytheria squirts
7. I really should whisper
8. Potentially sorry
9. Angelica tells me
10. Ultimate excuses
11. I didn't know how to wear my hair

Alle nummer zijn geschreven door Djurre de Haan.

## Hitnotering
| "I really should whisper" in de Nederlandse Album Top 100 - binnen: 03-10-2009 | "I really should whisper" in de Nederlandse Album Top 100 - binnen: 03-10-2009 | "I really should whisper" in de Nederlandse Album Top 100 - binnen: 03-10-2009 | "I really should whisper" in de Nederlandse Album Top 100 - binnen: 03-10-2009 | "I really should whisper" in de Nederlandse Album Top 100 - binnen: 03-10-2009 | "I really should whisper" in de Nederlandse Album Top 100 - binnen: 03-10-2009 |
| Week                                                                           | 01                                                                             |                                                                                | 02                                                                             | 03                                                                             |                                                                                |
| ------------------------------------------------------------------------------ | ------------------------------------------------------------------------------ | ------------------------------------------------------------------------------ | ------------------------------------------------------------------------------ | ------------------------------------------------------------------------------ | ------------------------------------------------------------------------------ |
| Nummer                                                                         | 56                                                                             | uit                                                                            | 97                                                                             | 83                                                                             | uit                                                                            |